# Renpenning-Syndrom
Das Renpenning-Syndrom ist eine sehr seltene angeborene Erkrankung aus der Gruppe der bereits im Kindesalter beginnenden  syndromalen X-chromosomalen mentalen Retardierung (S-XLMR) mit Mikrozephalie, Magerkeit und mäßigem Kleinwuchs.
Synonyme sind: Intelligenzminderung, X-chromosomale, Typ Renpenning; X-chromosomale Intelligenzminderung mit PQBP1-Genmutation; englisch Mental Retardation, X-Linked, Renpenning Type; Sutherland-Haan X-Linked Mental Retardation Syndrome; SHS; Golabi-Ito-Hall Syndrome
Die Bezeichnung bezieht sich auf den Erstautor der Erstbeschreibung aus dem Jahre 1962 durch den kanadischen Augenarzt oder Pädiater Hans Jacob Renpenning (1929–2006) und Mitarbeiter, die weiteren Namen beziehen sich auf die Australier Garnette R. Sutherland und Eric A. Haan sowie die US-Amerikaner Mahin Golabi, Melani Ito und Bryan D. Hall, s. unter #Unterformen.

## Verbreitung
Die Häufigkeit wird mit unter 1 zu 1.000.000 angegeben, bislang wurde über mehr als 60 Betroffene berichtet. Die Vererbung erfolgt X-chromosomal-rezessiv.

## Ursache
Der Erkrankung liegen Mutationen im PQBP1-Gen am Genort Xp11.23 zugrunde, welches für das Polyglutamine tract-binding Protein 1 kodiert.

## Unterformen
Dem Renpenning-Syndrom werden folgende Varianten zugeordnet:
- Golabi-Ito-Hall-Syndrom[7][8]
- Zerebro-palato-kardiales Syndrom Typ Hamel mit den ausgeprägtesten Symptomen[9]
- Porteous-Syndrom[10]
- Sutherland-Haan-Syndrom[11]
- MRX55  (Mental Retardation, X-Linked 55; MRX55)[12]

## Klinische Erscheinungen
Klinische Kriterien sind:
- geistige Behinderung, frühzeitige verzögerte Entwicklung
- Abhängigkeit von Hilfspersonen
- Kleinwuchs
- Mikrozephalus bereits bei Geburt
- Gesicht unauffällig[2]
- Gesichtsauffälligkeiten[1] wie langes dreieckiges Gesicht, schräg verlaufenden Lidspalten, teilweise haarlose Augenbrauen, überhängender Nasensteg, kurzem Philtrum und abstehenden Ohren
- Magerkeit, Gedeihstörungen
- Muskelatrophie entlang der Wirbelsäule mit hängendem Kopf, Bild einer Scapula alata

Hinzu können Ankylose am Daumen und eine Atrophie der intrinsischen Handmuskulatur.

## Diagnose
Zusätzlich zu den klinischen Befunden basiert die Diagnose darauf, dass genetisch kein fragiles X nachgewiesen werden kann.
In der Bildgebenden Diagnostik mittels Kernspintomographie zeigt sich keine Verminderung der Gyri trotz der ausgeprägten Mikrozephalie.
Die Diagnosesicherung erfolgt durch Analyse des PQBP1-Gens.

## Differentialdiagnose
Abzugrenzen sind:
- Fragiles X-Syndrom (aber keine Mikrozephalie)
- andere Ursachen von Mikrozephalie Phenylketonurie der Mutter
- Autosomal-rezessive primäre Mikrozephalien[13]
- Smith-Lemli-Opitz-Syndrom